# NGC 1607
NGC 1607 este o galaxie lenticulară situată în constelația Eridanul. A fost descoperită în 14 decembrie 1881 de către Édouard Stephan⁠(d). Se află la o distanță de 57,67 de megaparseci de Pământ.